# Nimbin
Nimbin is een dorp in de Northern Rivers regio in de Australische staat New South Wales. Het ligt zo’n 30 kilometer ten noorden van Lismore, 33 km zuidoostelijk van Kyogle, en 70 km westelijker dan Byron Bay. Vanuit deze dorpen worden allerlei excursies naar Nimbin georganiseerd. Tijdens de volkstelling van 2001 had Nimbin 321 inwoners. Het gebied is een deel van de zogeheten ‘Rainbow Region’. Het is vooral vanuit cultureel oogpunt belangrijk voor de Bundjalung Aboriginals en is de laatste jaren een waar paradijs geworden voor Australische subculturen.
Tot 1973 was Nimbin een klein en rustig dorpje. Toen werd het Aquarius Festival georganiseerd, dit zorgde voor een toestroom van studenten, mensen met een alternatieve levensstijl, 'hippies' en andere feestgangers. Dit evenement trok de aandacht van de autoriteiten, de politie besloot een kijkje te nemen. Het duurde niet lang voor het algemeen bekend was dat veel van de ‘hippies’ frequent marihuana gebruikten. Veel van de festivalgangers besloten te blijven en vormden communes en andere soorten leefgroepen van verschillende groottes. Sommigen leefden vanuit een speciale filosofie of levensbeschouwing, maar velen ook niet. Vanaf toen trok het gebied veel schrijvers, artiesten, muzikanten, acteurs, milieu activisten, permacultuur enthousiastelingen, kleinschalige boeren en alternatievelingen.

## Cannabiscultuur en MardiGrass
In de deelstaat New South Wales is het verbouwen, verkopen en bezitten van cannabis illegaal. In Nimbin worden alle drie deze activiteiten echter onverminderd toegepast. Het verbouwen van de cannabisplant (marihuana) wordt er min of meer gedoogd. Het wordt veelvuldig en openlijk gekocht, verkocht en gebruikt op straat.
Om te stimuleren dat het verbod op cannabis in Australië opgeheven wordt, organiseert Nimbin jaarlijks het MardiGrass festival. In het eerste weekend van mei, komen er duizenden geïnteresseerden naar Nimbin voor cannabis gerelateerde festiviteiten en activiteiten. Onder deze activiteiten vallen bijvoorbeeld: een Prohibition Protest Rally en Parade met de Ganja Faeries, de Nimbin Cannabis Cup, de Hemp Olympix, Joint Rolling en het Grower's Iron Person evenement. ’s Avonds en ’s nachts varieert het entertainment van het Harvest Ball en het Picker's Ball, allerlei feesten, tot poëzie en jazz in lokale cafés.
Er zijn een aantal winkels in Nimbin gewijd aan de cannabis cultuur:
- The Nimbin Hemp Embassy is een "soft entry point for drug information", en een winkel die alles wat gerelateerd is aan hennep verkoopt, behalve cannabis zelf.
- Clothing & Natural skin products, gemaakt van industriële hennep producten.
- The Nimbin HEMP Bar biedt de gasten de mogelijkheid om cannabis te roken tijdens het genieten van een kop verse koffie en cake. Ze verkopen ook hasj brownies.

## Economie van Nimbin
- Toerisme: Vooral tijden de late zomer en de lente is Nimbin een belangrijke toeristische attractie voor toeristen die in de buurt verblijven.
- Grond: In 2004 beleefde het gebied een populatie groei omdat veel mensen de steden verlieten voor een alternatieve levensstijl. Grote boerderijen werden verdeeld in kleinere stukjes en verkocht. Na een korte grondprijsdaling in 2005, is de druk nu omhoog gegaan omdat veel werknemers vanuit de Tweed Coast en de Gold Coast de prijzen omhoog brengen.
- Alternatieve Energie/Cultuur/Levensstijl: Veel biologische industrieën zijn gevestigd in Nimbin waaronder de Rainbow Power Company, Djanbung Permaculture Gardens, Nimbin Environment Centre, Ecosilk Bags en de Nimbin Candle Factory.
- Gezondheid & Levensstijl: New Age healing is verkrijgbaar in bijna elke vorm. De lokale kunst prijkt in veel galerieën en op kunst evenementen.

## Accommodatie & Attracties
Nimbin bevat een politiestation, ziekenhuis en medisch centrum, restaurants, cafés en een pub. Allerlei typen accommodatie zijn aanwezig voor bezoekers, van campingplaatsen en hostel tot blokhutten en luxe hotels.

## Attracties in de omgeving
- Nimbin Rocks & Blue Knob, allerlei rotsformaties, en kloven veroorzaakt door de erosie van de vulkaan en uitbarstingen daarvan.
- Mount Warning (onder de Bundjalung Aboriginals bekend als Wollumbin) is in de buurt van Nimbin. Het is een uitkijkpunt van waaruit de zonsopgang in Australië als eerste te zien is. Door middel van een 8 kilometer lang bospad kan hiernaartoe geklommen worden. Mount Warning is een piek die zich in het midden van een dal bevindt waardoor ook de Tweed Rivier stroomt. Miljoenen jaren geleden stond hier een vulkaan. Nimbin bevindt zich op de buitenrand van deze vulkaan.
- Nightcap National Park is een van de weinige plaatsen waar de overblijfselen van het Big Scrub regenwoud nog te zien zijn.
- Er zijn veel kreekjes en riviertjes in de buurt waarin gezwommen kan worden.